# Medresa Bou Inania
Medresa Bou Inania ali Medresa Bu 'Inanija (arabsko المدرسة البوعنانية, latinizirano: al-madrasa ʾabū ʿinānīya; berberski jeziki: ⴰⵙⵉⵏⴰⵏ ⴱⵓ ⵉⵏⴰⵏⵉⵢⴰ) je medresa v Fesu v Maroku, ki jo je leta 1350–55 zgradil Abu Inan Faris. Je edina medresa v Maroku, ki je delovala tudi kot kongregacijska mošeja. Splošno je priznana kot vrhunec marinidske arhitekture in zgodovinske maroške arhitekture na splošno.

## Zgodovina

### Ustanovitelj in mecen: Sultan Abu Inan
Ime Bou Inania (Bū 'Ināniya) izhaja iz imena njenega ustanovitelja, marinidskega sultana Faris ibn Ali Abu Inan al-Mutavakila (na splošno Abou Inan ali kratko Abu Inan). Prvotno se je imenovala Madresa al-Mutavakkilija, vendar se je namesto tega ohranilo ime Madrasa Bu Inania. Bil je sin in naslednik sultana Abu al-Hasana, pod čigar vladavino je marinidsko cesarstvo doseglo svoj vrhunec in se razširilo vse do Tunisa na vzhodu. Abu Inanu, ki se je uprl svojemu očetu in se leta 1348 razglasil za sultana, ni uspelo obdržati vseh teh novih vzhodnih ozemelj, a je bila maroška država med njegovo vladavino kljub temu uspešna. Njegov vezir ga je ubil 10. januarja 1358, ko je bil star 31 let. Njegova smrt je zaznamovala začetek dokončnega zatona rodbine, pri čemer so bili poznejši marinidski vladarji večinoma veljaki pod nadzorom močnih vezirjev.

### Kontekst: vloga marinidskih medres
Marinidi so bili plodoviti graditelji medres, vrste ustanove, ki je nastala v severovzhodnem Iranu v začetku 11. stoletja in je bila postopoma sprejeta zahodneje. Te ustanove so služile za usposabljanje islamskih učenjakov, zlasti v islamskem pravu in sodni praksi (fikh). Medrese v sunitskem svetu so bile na splošno nasprotne bolj 'heterodoksnim' verskim doktrinam, vključno z doktrino, ki jo je zagovarjala rodbina Almohadi. Kot taka je v Maroku zacvetela šele pod rodbino Marinidov, ki je nasledila Almohade. Za Marinide so medrese igrale vlogo pri krepitvi politične legitimnosti njihove dinastije. To pokroviteljstvo so uporabili, da bi spodbudili zvestobo Fesove vplivne, a močno neodvisne verske elite in tudi, da bi se splošni populaciji prikazali kot zaščitniki in promotorji ortodoksnega sunitskega islama. Medrese so služile tudi za usposabljanje učenjakov in elit, ki so upravljale državno birokracijo.
Medresa Bou Inania je bila največja in najpomembnejša medresa, ki jo je ustanovila dinastija Marinidov in se spremenila v eno najpomembnejših verskih ustanov v Fesu in Maroku. To je bila edina taka medresa, ki je pridobila status kongregacijske mošeje ali 'petkove mošeje', kar je pomenilo, da se je petkova pridiga (kutba) izvajala tukaj kot v drugih najpomembnejših mošejah v mestu. Posledično je bila v celoti opremljena z vsemi pripomočki velike mošeje in verskega kompleksa, poleg obsežnega okrasja. Arhitektura in dekoracija medrese se prav tako štejeta za vrhunec te vrste marinidske arhitekture.

### Ustanovitev in konstrukcija
Obstajajo številne apokrifne zgodbe o nastanku medrese. Ena zgodba trdi, da se je Abu Inan počutil krivega zaradi svojega nasilnega strmoglavljenja svojega očeta (sultana Abu al-Hasana) in je zbral številne verske učenjake, da bi mu svetovali, kako se lahko odkupi in išče odpuščanje pri Bogu (Alahu). Svetovali so mu, naj izbere lokacijo v zgornjem mestu, ki je takrat služila kot smetišče, in jo spremeni v mesto verskega učenja; tako bi s prečiščenjem in izboljšanjem dela mesta storil enako za svojo vest.
Temeljni napis stavbe, ki je znotraj molitvene dvorane, kaže, da se je gradnja medrese začela 28. decembra 1350 n. št. (28. ramadan 751 po hidžri) in končala leta 1355 (756 po hidžri).:197 Napis prav tako omenja obsežen seznam mortmain tipa dotacije (tj. nepremičnine in drugi viri prihodkov), ki so bile namenjene financiranju delovanja medrese in so bile del njenega habusa ali vakufa (islamskega dobrodelnega sklada).
Gradbeni projekt je bil zaradi obsega in razkošnosti stavbe zelo drag. Ena apokrifna anekdota pravi, da je sultan, ko je videl polne stroške gradnje, ki so mu jih predstavili živčni gradbeni nadzorniki, raztrgal knjigo računov in jo vrgel v reko, pri tem pa izjavil: »Kar je lepo, ni drago, ne glede na to, kako velika je vsota«.

### Kasnejša zgodovina in obnove
Kljub znatnim naložbam sultana Abu Inana v arhitekturo medrese in njeno vakufsko obdaritev, se zdi, da se ni uspešno kosala s prestižem in pomenom večjega in starejšega Qarawiyyina kot središča učenja. Nekaj časa je delovala avtonomno, vendar je verjetno, da je bila po nekaj stoletjih privilegij visokošolskega izobraževanja v Fesu de facto centralizirana prek Qarawiyyina.
Stavba medrese je bila deležna številnih obnovitev, zlasti v 17. stoletju po uničujočem potresu. V času vladavine sultana Mulaja Slimana (1792-1822) so bili rekonstruirani celotni deli obzidja. V 20. stoletju so bile opravljene restavracije na okrasju medrese.

## Arhitektura
Medresa je pravzaprav kompleks stavb, ki skupaj zagotavljajo prostore, potrebne za delovanje medrese in mošeje. Glavna stavba ima obris nepravilnega pravokotnika, ki meri 34,65 x 38,95 metra. Stoji med Tala'a Kebira in Tala'a Seghira, dvema najpomembnejšima ulicama Fes el-Bali in je poravnana s tem, kar je takrat veljalo za kiblo (smer molitve), na jugovzhodu. Ta glavna stavba vključuje študijske prostore, območje mošeje ali molilnice, bivalne prostore za študente in sobo za umivanje. Neposredno čez cesto na severu je še ena, večja hiša za umivanje (dar al-vuḍū) s stranišči. Tik ob tem je Dar al-Magana ali 'Hiša ure', ki ima na pročelju znamenito, a trenutno nedelujočo hidravlično uro.

### Vhodi
Medresa ima dva vhoda: enega na ulici Tala'a Kebira, poravnanega z mihrabom in osrednjo osjo stavbe, drugega pa na Tala'a Seghira zadaj. Vhod v Tala'a Kebira ima vrata v obliki podkvastega loka, obdana s štukaturo. Niz stopnic vodi v vežo in nato neposredno na glavno dvorišče. Preddverje je pokrito z enako bogatimi okraski kot preostali del medrese in ima strop iz cedrovine, izrezljane v dovršenih muqarnas.
Druga vrata na levi strani glavnega vhoda, znana kot Bab al-Ḥafa ('Vrata bosonogega'), vodijo neposredno v zunanjo galerijo glavnega dvorišča in od tam omogočajo neposreden dostop do študentskih sob in sobe za umivanje v severovzhodnem delu stavbe. Preddverje tega vhoda pokriva banjast obok, obložen s štukaturnim okrasjem z zvezdastim geometrijskim motivom. Bližnja soba za umivanje je osredotočena okoli pravokotnega vodnega bazena in je obdana z drugimi majhnimi komorami.
Zadnji vhod, ki se odpira iz Tala'a Seghira, vodi skozi zavit hodnik do glavnega dvorišča. Ta vhod je zaznamovan z zelo fino dekoracijo, vključno z izrezljanim lesenim nadstreškom, ki je nad ploščo izrezljane štukature. Neposredno nad vrati je lesena preklada, izrezljana z arabskim napisom, ki imenuje Abu Inana kot ustanovitelja medrese. V tem delu stavbe je bila tudi šola Korana za otroke (podobna kutabu).
- Glavni vhod na ulici Tala'a Kebira
- Preddverje medrese (vhod Tala'a Kebira)
- Lesen muqarnas strop nad vežo
- Bab al-Ḥafa, sekundarni vhod iz Tala'a Kebira
- Okrasni nadstrešek nad zadnjim vhodom na ulici Tala'a Seghira

### Glavno dvorišče in sosednje dvorane
Stavba je osredotočena na veliko pravokotno dvorišče, tlakovano z marmorjem, nekoliko globlje od širine. V njenem središču je vodnjak in umivalnik za pomoč pri umivanju, kot je običajno v mnogih mošejskih sahnih. Dvorišče je s treh strani obdano z ozko galerijo, ki je delno skrita z lesenimi zasloni med stebri, ki podpirajo stene zgornjega nadstropja. Prehodi galerije vodijo do drugih prostorov, večinoma bivalnih celic za študente medrese, okoli dvorišča. Na severozahodnem in severovzhodnem vogalu stavbe so stopnišča, ki vodijo v zgornje nadstropje, ki ga zaseda več bivalnih prostorov za študente, od katerih imajo nekateri okna s pogledom na dvorišče.
Na vzhodni in zahodni strani dvorišča, poravnani z osrednjim vodnjakom, sta dve veliki kvadratni komori s stranico 5 metrov, ki sta služili kot učilnici. Vanje se vstopi skozi oboke z zapletenimi intradosi, izrezljanimi v muqarnas, ki jih varujejo visoka vrata iz cedrovine, katerih površine so fino izrezljane s prepletajočimi se geometrijskimi zvezdastimi vzorci z arabesknimi polnili, pa tudi s pasovi arabskih kaligrafskih napisov. V notranjosti so komore okrašene z bolj štukaturnimi površinami in pokrite z lesenimi kupolami z vzorcem žarkastih reber. Ti dve stranski komori so primerjali z ivani klasične arhitekture medres vzhodneje v Egiptu, kot je medresa sultana Hasana v Kairu, kar je privedlo do špekulacij, da je arhitekt poznal takšne modele. Galerijski prehodi, ki tečejo okoli obeh strani dvorišča, se prav tako povezujejo s hodniki, ki gredo okoli stranskih komor, kar študentom omogoča iz okoliških prostorov hoditi neposredno od vhoda medrese vse do molitvene dvorane, ne da bi šli skozi dvorišče.
- Dvorišče, pogled proti severozahodu proti vhodu
- Galerijski prehod okoli dvorišča
- Vrata v eno od stranskih delovnih sob
- Notranjost ene od stranskih komor
- Lesen strop kupole nad eno stranskih prekatov
- Hodniki, ki gredo okoli stranskih prostorov in povezujejo različne dele galerije v pritličju

### Molitvena dvorana
Ob južnem robu dvorišča teče majhen kanal z vodo, ki se črpa iz Oued el-Lemtijin, enega od kanalov, ki se odcepijo od Oued Fes (reka Fes), ki oskrbuje mesto z vodo. Kanal je verjetno služil tudi estetskemu in morda simboličnemu namenu, poleg nadaljnje pomoči pri umivanju. Kanal prečkata dva majhna mostova na vogalih dvorišča, ki omogočata dostop do molitvene dvorane na drugi strani, ki meji na južno stran dvorišča.
To območje mošeje je odprto na dvorišče prek nadaljevanja galerijskih lokov okoli dvorišča in njena notranjost je tako vidna od zunaj, čeprav je prepovedana za nemuslimanske obiskovalce. Notranjost je razdeljena s prečno vrsto lokov, ki počivajo na stebrih iz marmorja in oniksa. Na zahodnem koncu molitvene dvorane je bajt al-i'tikaf, majhna soba, namenjena osami ali zasebni molitvi. Soba, odprta do preostale molitvene dvorane skozi dvojno obokano okno, je dvignjena nad vrati, ki omogočajo dostop do zadnjega uličnega vhoda v medreso.
Skrajno (južno) steno molilnice zaznamuje mihrab mošeje, niša, ki simbolizira smer molitve (kibla). Stene okoli mihraba obdaja značilna štukaturna dekoracija. V zgornjih stenah so okna z okrasnimi štukaturnimi rešetkami, vgrajenimi z barvnim steklom. Oba prehoda mošeje sta prekrita z berčo ali poševnim stropom iz lesenega okvirja, kot ga vidimo v mnogih drugih maroških mošejah.

### Minaret
Minaret, zgrajen iz opeke, se dviga nad severozahodnim vogalom medrese. Bou Inania je ena od edinih medres v Maroku, ki ima minaret, kar je ena njenih najbolj prepoznavnih značilnosti in označuje njen status petkove mošeje. (Druge marinidske medrese v Maroku z minareti vključujejo medreso Saffarin, medresa Fes el-Dždid in medresa Chellah, čeprav sta manj opazni in so bili nekateri verjetno dodani po prvotnih konstrukcijah medrese. Kot večina maroških minaretov ima kvadratno osnovo in stolp, na vrhu pa je majhen sekundarni stolp s kupolo in fialo s kroglami. Štiri pročelja minareta pokrivajo nekoliko drugačne različice motiva dardž va ktaf (nejasno podobnega obliki fleur-de-lis ali palmete), ki je skupen maroški arhitekturi. Prazni prostori znotraj motiva so zapolnjeni z zellij mozaičnimi ploščicami. Nad temi motivi je obsežnejši pas zeljija, ki teče okoli vrha minareta. Manjši sekundarni stolp je podobno okrašen. Ta slog minareta je podoben drugim marinidskim konstrukcijam tega obdobja, kot sta mošeja Črablijine (zgrajena nižje po ulici Tala'a Kebira) in minaret Chellah, oba iz približno istega obdobja.

### Dekoracija
Okrasje medrese je zelo prefinjeno in odmeva slog, ki sta ga vzpostavili nekoliko zgodnejši in manjši, a enako bogato okrašeni medresi al-'Attarin in medresi al-Sahrij. Slog je najbolj očiten na dvorišču, vendar se ponavlja v drugih delih stavbe. Spodnje stene in stebri so prekriti z dovršenimi mozaičnimi ploščicami zellij, ki tvorijo zapletene geometrijske vzorce, medtem ko pas epigrafskih ali kaligrafskih ploščic v slogu sgraffito  poteka nad tem vzdolž večjega dela dvorišča. Srednje in zgornje stene nad tem so prekrite s fino izrezljano štukaturo s harmonično različnimi motivi, vključno z arabeskami, muqarnami (zlasti okoli oken in v obokih, ki vodijo do stranskih prostorov), arabskimi kaligrafskimi napisi (zlasti na sredini stebrov ter okoli vzhodnih in zahodnih vrat) in več geometrijskih vzorcev. Prostori med stebri galerije in pod okni so poudarjeni z izrezljanimi elementi iz cedrovega lesa, medtem ko stene nad štukaturnim okrasjem prav tako prehajajo v površine iz cedrovega lesa, izrezljane z bolj arabesknimi motivi in arabskimi napisi. Nazadnje, vrh sten zasenči lesen nadstrešek, podprt z zatiči.
Tako molitvena dvorana kot stranske študijske sobe ob glavnem dvorišču imajo več okraskov iz štukature vzdolž zgornjih sten, pa tudi okna z barvnim steklom, vstavljena v rešetke iz štukature. Tudi sam mihrab molitvene dvorane je bogato okrašen z izrezljano štukaturo, kot je običajno pri drugih maroških mošejah. Vrata iz cedrovega lesa v stranske komore na severovzhodni in jugozahodni strani dvorišča so prav tako fino izrezljana, vsebujejo pasove arabske kaligrafije in so večinoma prekrita s prepletajočim se geometrijskim zvezdnim vzorcem z arabesknimi polnili.
- Zellij ploščice z geometrijskimi motivi (spodaj), s ploščicami tipa sgraffito (na sredini) in štukaturo (zgoraj) z arabsko kaligrafijo
- Štukature, vključno z muqarnami, vzdolž sten in obokov dvorišča
- Izrezljani geometrijski in arabeskni detajli v vratih iz cedrovine stranskih prostorov ob dvorišču
- Muqarnas kiparstvo v intradosu loka na vhodu v stranske komore
- Barvna steklena okna zgoraj v molitveni dvorani z rešetkami iz štukature in okraski iz štukature

### Hiša za umivanje (Dar al-Vudu)
Nasproti glavnih vrat medrese je vhod v dar al-vuḍū ('hiša umivanja') za umivanje udov in obraza pred molitvijo. Tako kot ostalo medreso jo je zgradil sultan Abu Inan in je služila tako medresi kot širši javnosti. Oskrbuje se z veliko vode, ki se nato uporablja za izpiranje odpadkov iz stranišč, ki so v njej. Nekaj ostankov okrasja iz obdobja marinidov iz štukature in cedrovine se je ohranilo na notranjih zgornjih stenah.

### Vodna ura (Dar al-Magana)
Nasproti medrese Bou Inania je Dar al-Magana, hiša, katere ulična fasada ima znano, a ne povsem razumljeno hidravlično uro. Simbolična in praktična pomembnost ure je bila v njeni uporabi za določanje pravilnega časa molitve, sistem pa je nadziral mošejski muvakit (časomerilec). Strukturo naj bi prav tako zgradil Abu Inan poleg svojega kompleksa medrese, pri čemer en kronist (al-Djazna'i) poroča, da je bila dokončana 6. maja 1357 (14. Džumada al-avval, 758 po hidžri). Fasada stavbe ima 13 konzol, zapleteno izrezljanih v cedrov les, s ploščami izrezljanih arabesk in stiliziranim kufskim okrasjem med njimi. Nad njimi je dvanajst oken, obdanih s štukaturno rezbarjenim okrasjem, nad katerim pa sta dve vrsti štrlečih lesenih letev. Najvišja vrsta konzol je daljša od spodnjih in je domnevno podpirala parapet ali nadstrešek, ki je medtem izginil.
Vsaka od 13 konzol pod okni je nekoč podpirala bronasto skledo, vidno na starih fotografijah. Zgodovinska poročila opisujejo, kako je vsako uro svinčena krogla ali utež padla v eno od posod in zazvonila, hkrati pa odprla 'vrata' ali naoknice ustreznega okna. Natančen mehanizem, ki je upravljal ta sistem, je izginil in njegovo delovanje danes ni znano. Verjetno ga je na nek način poganjala tekoča voda in zdi se, da so bile uteži ali krogle obešene na vrvi, pritrjeni na štrleče konzole nad okni. Ohranjene bronaste sklede ure so bile odstranjene v poznem 20. stoletju zaradi nadaljnjega preučevanja, čeprav je bila stavba sama obnovljena v zgodnjih 2000-ih.

## Minbar
Prvotni minbar mošeje medrese je danes shranjen v muzeju Dar Batha (v bližini Bab Bou Dželuda), poznejši nadomestek pa je zdaj prisoten v sami mošeji. Minbar je iz let 1350 do 1355, ko je bila medresa zgrajena, in je znan kot eden najboljših marinidskih primerov te vrste. Minbarji, pogosto opisani ali prevedeni kot prižnica, so bili v tem obdobju večinoma simbolni predmet v mošejah; zasnova minbarja Bou Inania ni dovoljevala imamu, da bi ga dejansko preplezal v praksi.
Oblika in dekoracija minbarja, tako kot večina v Maroku po almoravidskem obdobju, je bila nazadnje izpeljana iz slavnega minbarja mošeje Kutubija, ki ga je leta 1137 naročil almoravidski vladar Ali ibn Jusuf in je bil izdelan v Cordobi v Španiji (Al Andaluz). Ta minbar je vzpostavil prestižno umetniško tradicijo, ki izvira iz zgodnejše omajadske Al Andaluz, ki so jo posnemali v poznejših obdobjih, čeprav so se kasnejši minbarji razlikovali po natančni obliki in izbiri dekorativnih metod.
Tako kot minbar Kutubija je tudi minbar Bou Inania izdelan iz lesa, vključno z ebenovino in drugim dragim lesom, ter je okrašen z mešanico intarzij in izrezljanih kosov, sestavljenih skupaj. Glavni okrasni vzorec vzdolž večjih ploskev na obeh straneh je osredotočen na osemkrake zvezde, iz katerih se nato prepletajo trakovi, okrašeni s slonovino, in ponavljajo enak vzorec po preostali površini. Prostori med temi pasovi tvorijo druge geometrijske oblike, ki so napolnjene z lesenimi ploščami zapleteno izrezljanih arabesk. Ta motiv je podoben tistemu, ki ga najdemo na minbarju Kutubija, še bolj pa motivu nekoliko poznejšega almohadskega minbarja mošeje Kazba v Marakešu (izdelan med letoma 1189 in 1195), ki je sledil isti tradiciji.(str.60–62) Lok nad prvo stopnico minbarja vsebuje napis, ki je zdaj delno izginil in se nanaša na Abu Inana in njegove naslove.